# Cuicirama
Cuicirama är ett släkte av skalbaggar. Cuicirama ingår i familjen långhorningar.
Kladogram enligt Catalogue of Life:
| Cuicirama | \| \| Cuicirama cayennensis \| \| \| \| \| \| Cuicirama fasciata \| \| \| \| \| \| Cuicirama smithii \| \| \| \| \| \| Cuicirama spectabilis \| \| \| \| |
|           | \| \| Cuicirama cayennensis \| \| \| \| \| \| Cuicirama fasciata \| \| \| \| \| \| Cuicirama smithii \| \| \| \| \| \| Cuicirama spectabilis \| \| \| \| |
|           | Cuicirama cayennensis |
|           | |
|           | Cuicirama fasciata |
|           | |
|           | Cuicirama smithii |
|           | |
|           | Cuicirama spectabilis |
|           | |